# (563) Suleika
(563) Suleika – planetoida z pasa głównego asteroid okrążająca Słońce w ciągu 4 lat i 171 dni w średniej odległości 2,71 au. Została odkryta 6 kwietnia 1905 roku w Landessternwarte Heidelberg-Königstuhl w Heidelbergu przez Paula Götza. Nazwa planetoidy pochodzi od imienia kobiecej postaci z utworu Tako rzecze Zaratustra Friedricha Nietzschego. Suleika i Dudu (zob. (564) Dudu) to jedyne żeńskie postaci występujące w tym utworze. Przed nadaniem nazwy planetoida nosiła oznaczenie tymczasowe (563) 1905 QK.